# Miroslava
Miroslava je žensko osebno ime.

## Izvor imena
Ime Miroslava je ženska oblika imena Miroslav.

## Različice imena
- različice imena: Mira, Mirana, Mirica, Mirka, Mirna, Mirobrana, Miroljuba, Miroljubka, Mirosava, Miroslavka, Slava, Slavica, Slavka
- sorodno ime: Irena

## Tujejezikovne različice imena
- pri Čehih in Slovakih: Miroslava
- pri Poljakih: Mirosława

## Pogostost imena
Po podatkih Statističnega urada Republike Slovenije je bilo na dan 31. decembra 2007 v Sloveniji število ženskih oseb z imenom Miroslava: 1.250. Med vsemi ženskimi imeni pa je ime Miroslava po pogostosti uporabe uvrščeno na 168. mesto.

## Osebni praznik
V koledarju je ime Miroslava uvrščeno k imenoma Irena oziroma Friderik.